# AEW World Tag Team Championship

Shelton Benjamin e Bobby Lashley, gli attuali detentori delle cinture

L'AEW World Tag Team Championship è un titolo di wrestling per la categoria tag team della All Elite Wrestling, ed è detenuto dall'Hurt Syndacate dal 22 gennaio 2025.

## Storia
Il 18 giugno 2019 sono stati annunciati tre tag team match per Fyter Fest. Nel match vi furono i Best Friends, SoCal Uncensored (rappresentato da Scorpio Sky e Frankie Kazarian) e Private Party. La squadra vincente sarebbe avanzata verso All Out, per ottenere l'opportunità di accedere al primo round nel torneo AEW World Tag Team Championship. Più tardi, il presidente Tony Khan ha annunciato che il torneo si sarebbe disputato negli episodi del loro show settimanale su TNT, in seguito rivelato come AEW Dynamite. Durante il buyin di Fyter Fest, i Best Friends hanno sconfitto i Private Party e i SoCal Uncensored per guadagnare il proprio posto ad All Out. L'11 luglio 2019, il vicepresidente esecutivo dell'AEW, Matt Jackson, ha annunciato un secondo match a tre tag team che si svolgerà a Fight for the Fallen il 13 luglio, con Evil Uno e Stu Grayson, il Jurassic Express, e Angelico e Jack Evans con i vincitori che affrontano i Best Friends. Evil Uno e Grayson vinsero ed avanzarano ad All Out, dove sconfissero i Best Friends per ricevere un bye per il primo round nel torneo.

## Albo d'oro
Statistiche aggiornate al 5 giugno 2025.
| #   | Campione                                          | Regno | Data              | Giorni | Località                         | Evento               | Note                                                                                     | Fonti  |
| --- | ------------------------------------------------- | ----- | ----------------- | ------ | -------------------------------- | -------------------- | ---------------------------------------------------------------------------------------- | ------ |
| 1°  | SoCal Uncensored (Frankie Kazarian e Scorpio Sky) | 1°    | 30 ottobre 2019   | 83     | Charleston, Virginia Occidentale | Dynamite             | Hanno sconfitto i Lucha Brothers nella finale di un torneo per l'assegnazione dei titoli | [ 2 ]  |
| 2°  | Kenny Omega e Adam Page                           | 1°    | 21 gennaio 2020   | 228    | Nassau, Bahamas                  | Dynamite             |                                                                                          | [ 3 ]  |
| 3°  | FTR                                               | 1°    | 5 settembre 2020  | 63     | Jacksonville, Florida            | All Out              |                                                                                          | [ 4 ]  |
| 4°  | Young Bucks                                       | 1°    | 7 novembre 2020   | 303    | Jacksonville, Florida            | Full Gear            |                                                                                          | [ 5 ]  |
| 5°  | Lucha Brothers                                    | 1°    | 5 settembre 2021  | 122    | Hoffman Estates, Illinois        | All Out              |                                                                                          | [ 6 ]  |
| 6°  | Jurassic Express                                  | 1°    | 5 gennaio 2022    | 161    | Newark, New Jersey               | Dynamite             |                                                                                          | [ 7 ]  |
| 7°  | Young Bucks                                       | 2°    | 15 giugno 2022    | 28     | Saint Louis, Missouri            | Dynamite: Road Rager | In un ladder match                                                                       | [ 8 ]  |
| 8°  | Keith Lee e Swerve Strickland                     | 1°    | 13 luglio 2022    | 70     | Savannah, Georgia                | Dynamite: Fyter Fest | In un three-way tag team match che comprendeva anche Ricky Starks e Powerhouse Hobbs     | [ 9 ]  |
| 9°  | The Acclaimed                                     | 1°    | 21 settembre 2022 | 140    | Flushing, New York               | Dynamite: Grand Slam |                                                                                          | [ 10 ] |
| 10° | The Gunns                                         | 1°    | 8 febbraio 2023   | 57     | El Paso, Texas                   | Dynamite             |                                                                                          | [ 11 ] |
| 11° | FTR                                               | 2°    | 5 aprile 2023     | 185    | Elmont, New York                 | Dynamite             |                                                                                          | [ 12 ] |
| 12° | Big Bill e Ricky Starks                           | 1°    | 7 ottobre 2023    | 123    | Salt Lake City, Utah             | Collision            |                                                                                          | [ 13 ] |
| 13° | Sting e Darby Allin                               | 1°    | 7 febbraio 2024   | 25     | Phoenix, Arizona                 | Dynamite             |                                                                                          | [ 14 ] |
| —   | Vacante                                           |       | 3 marzo 2024      | —      | —                                | —                    | Il titolo fu reso vacante in seguito al ritiro di Sting.                                 | [ 15 ] |
| 14° | Young Bucks                                       | 3°    | 21 aprile 2024    | 192    | Saint Louis, Missouri            | Dynasty              |                                                                                          | [ 16 ] |
| 15° | Private Party                                     | 1°    | 30 ottobre 2024   | 84     | Cleveland, Ohio                  | Dynamite             | Se i Private Party avessero perso, si sarebbero dovuti sciogliere                        | [ 17 ] |
| 16° | Hurt Syndacate                                    | 1°    | 22 gennaio 2025   | 134+   | Knoxville, Tennessee             | Dynamite             |                                                                                          | [ 18 ] |